# Nogueruelas (kommunhuvudort)
Nogueruelas är en kommunhuvudort i Spanien.   Den ligger i provinsen Provincia de Teruel och regionen Aragonien, i den östra delen av landet, 260 km öster om huvudstaden Madrid. Nogueruelas ligger 1 130 meter över havet och antalet invånare är 230.
Terrängen runt Nogueruelas är kuperad. Runt Nogueruelas är det mycket glesbefolkat, med 4 invånare per kvadratkilometer. Närmaste större samhälle är Mora de Rubielos, 10,0 km väster om Nogueruelas. 